# جولیا دافی
 جولیا دافی (انگلیسی: Julia Duffy؛ زادهٔ ۲۷ ژوئن ۱۹۵۱) هنرپیشه اهل ایالات متحده آمریکا است. وی از سال ۱۹۷۲ میلادی تاکنون مشغول فعالیت بوده‌است. از فیلم‌هایی که وی در آن نقش داشته است، می‌توان به تار شارلوت ۲: حادثه‌ای بزرگ ویبلر اشاره کرد.